# Rudolf Bürger
Rudolf Bürger (31 de outubro de 1908 - 20 de janeiro de 1980) foi um futebolista romeno de ascendência alemã que atuava como zagueiro. Bürger começou a carreira no Chinezul SE Timişoara em 1926, indo para o Ripensia Timişoara em 1930. Bürger se aposentou no Ripensia em 1941. Pela Seleção Romena de Futebol, Bürger jogou 34 vezes entre 1929 e 1939, sendo convocado pela Seleção Romena de Futebol para as Copas do Mundo FIFA de 1930, 1934 e 1938. Bürger não chegou a jogar em 1934, mas jogou em 1930 e 1938.